# Pristimantis adnus
Espèce
Pristimantis adnus est une espèce d'amphibiens de la famille des Craugastoridae.

## Répartition
Cette espèce est endémique de la province de Darién au Panama. Elle se rencontre à environ 700 m d'altitude au pied du Cerro Piña dans la Serranía del Sapo.

## Publication originale
- Crawford, Ryan & Jaramillo, 2010 : A new species of Pristimantis (Anura: Strabomantidae) from the Pacific coast of the Darien Province, Panama, with a molecular analysis of its phylogenetic position. Herpetologica, vol. 66, no 2, p. 192-206 (texte intégral).